# روسولا نفاذة
روسولا نفاذة (الاسم العلمي: Russula graveolens) هي نوع من الفطريات تتبع جنس الروسولا من الفصيلة الروسولية.